# Националлиберална партия
Националлибералната партия (НЛП) е българска политическа партия, съществувала от 1920 до 1939 г. Създава се вследствие на обединението на Либералната, Народнолибералната и Младолибералната партия.
Нейни дейци участват в заговора за Деветоюнския преврат от 1923 г. Има свой представител в правителството на Сговора.
През 1931 г. се включва в Народния блок, има министерски пост в правителството му.
След Деветнадесетомайския преврат е забранена, но продължава да функционира полулегално, включвайки се през 1936 година в опозиционната Петорка. Дотогава е преживяла 8 разцепления.
Орган на Националлибералната партия е бил вестник „Независимост“, съществувал от 1921 до 1934 г.

## История
Тъй като трите партии преди това имат прогерманска външна политика, по време на Първата световна война, другите партии първоначално не желаят да си сътрудничат с НЛП. На изборите през април 1923 г. партията получава 5,3% от гласовете, но не успява да излъчи депутати. Партията участва в преврата през юни 1923 г., който сваля правителството на Българския земеделски народен съюз (БЗНС) и печели седем места на изборите през ноември 1923 г., след като получава 12% от гласовете.
По-късно, НЛП започва да се разделя на по-малки фракции. На изборите през 1927 г. основната фракция участва в коалиция с Демократическия сговор, като заедно печелят 174 места и мнозинство в Народното събрание. Отделилата се фракцията на Димо Кьорчев участва в опозиционна коалиция заедно с Демократическата партия и фракцията на Коста Томов от БЗНС, като групата на Кьорчев печели седем места.
На изборите през 1931 г. основната фракция продължава коалицията си с Демократическия сговор, но губи изборите от Народния блок, който включва фракцията на Георги Петров от НЛП.
През май 1936 г. НЛП се присъединява към Петорката, коалиция от пет партии, които целят възстановяване на Търновската конституция чрез преговори с цар Борис III. НЛП получава 2,3% от гласовете на изборите през 1939 г., като Петорката се разпада през същата година.
След падането на комунистическия режим е създадена партия, наречена Народнолиберална партия „Стефан Стамболов“, която е част от „Предизборен Съюз на БСП, БЛП, ОПТ“ на парламентарните избори през 1991 г. Партията участва сама на парламентарните избори през 1994 г., но получава само 0,06% от гласовете и е закрита.

## Участия в избори

### Парламентарни
| година       | избори           | гласове | %     | резултат  |
| ------------ | ---------------- | ------- | ----- | --------- |
| април 1923   | Народно събрание | 55 963  | 5,3%  | 0 / 245   |
| ноември 1923 | Народно събрание | 120 640 | 12,0% | 7 / 247   |
| 1927*        | Народно събрание | 414 591 | 35,9% | 174 / 261 |
| 1931*        | Народно събрание | 403 686 | 31,2% | 78 / 273  |
| 1939         | Народно събрание | 46 766  | 2,3%  | 3 / 160   |

- На изборите през 1927 г. и 1931 г. е част от коалицията Демократически сговор.